# 古谷製菓
古谷製菓株式会社（ふるやせいか）は、北海道札幌市中央区に本社を置く製菓業者。

## 沿革
- 1900年（明治33年）- 古谷商店として創業。
- 1925年（大正14年）- 「フルヤのミルクキャラメル」発売。
- 1931年（昭和6年）- 「ウィンターキャラメル」発売。
- 1944年（昭和19年）9月 - 古谷産業株式会社を設立。
- 1952年（昭和27年）4月 - 古谷製菓株式会社に商号変更。
- 1984年（昭和59年）5月1日 - 倒産（同年7月和議取り下げ、廃業）。
- 1988年（昭和63年）2月 - 創業者の孫にあたる古谷勝が札幌市中央区南11条西18丁目に「ショコラティエ マサール」を創業。

## 製品
- フルヤのミルクキャラメル
- ウィンターキャラメル

## 提供番組
- フルヤ日曜映画劇場（フジテレビ）
- 丸出だめ夫（日本テレビ系）